# Morongo Valley
Morongo Valley – jednostka osadnicza w Stanach Zjednoczonych, w stanie Kalifornia, w hrabstwie San Bernardino.